# Ctiboř u Tachova
Ctiboř (deutsch Stiebenreith) ist eine Gemeinde mit 305 Einwohnern (Stand: 1. Januar 2023)  in Tschechien. Sie liegt 3 km nordwestlich von Tachov in einer Höhe von 595 m ü. M. im Oberpfälzer Wald (Český les).

## Geschichte
Die erste urkundliche Erwähnung von Stiebenreith stammt aus dem Jahre 1375. Im Egerer Stadtarchiv wird 1465 der Ort „Stibesreut“ genannt. Der tschechische Name Ctiboř geht wahrscheinlich auf den gleichnamigen slawischen Gründer des Dorfs zurück. Im 15. und 16. Jahrhundert wird eine Burg erwähnt, wobei sich der Herrensitz offenbar im Bereich des Dorfplatzes befand.
Stiebenreith gehörte unter der Herrschaft der Habsburger ab 1526 zur ehemaligen österreichischen Monarchie. Die Grenze zu Bayern verlief im Westen wenige Kilometer von der Ortschaft entfernt.
Die Planer Steuerrolle zählte im 17. Jahrhundert 14 Bauern, 16 Chalupner und 7 Gärtner (Kleinstbauern). 1788 gab es im Dorf 57 Hausnummern und einen zur Stadt Tachau gehörenden Hof (Nr. 10). Bis zur Aufhebung der Patrimonialherrschaften im Jahre 1850 war das Dorf zwischen den Herrschaften Plan und Tachau geteilt.
Ab 1850 war Stiebenreith ein Dorf im Bezirk Plan und wurde 1910 dem Bezirk Tachau zugeteilt.
1939 lebten in dem Ort 367 Menschen, wobei es insgesamt 79 Hausnummern gab.
Stiebenreith war im Wesentlichen ein Bauerndorf. Die Seelsorge für die Dorfbewohner wurde zunächst von der Dechantei Tachau wahrgenommen, viele Dorfbewohner gingen allerdings in der nahegelegenen Ortschaft Hals zur Kirche. Im Jahr 1926 wurde in Stiebenreith ein eigenes pseudobarockes Gotteshaus nach den Plänen des Architekten A. Schneider an der Halser Straße errichtet. Ein eigener Friedhof war bereits 1916 oberhalb des Ortes entstanden.
Die Schule wurde in den 1850er Jahren erbaut und 1899 um ein Stockwerk erweitert.
Nach dem Münchner Abkommen wurde der Ort dem Deutschen Reich zugeschlagen und gehörte bis 1945 zum Landkreis Tachau.
Der Zweite Weltkrieg endete für die deutsche Bevölkerung des Dorfs mit dem Verlust ihrer Heimat. Im Herbst 1946 hatten alle zwangsweise ausgesiedelten Deutschen das Dorf verlassen.
1960 erfolgte die Eingemeindung von Březí. Vom 1. Januar 1980 bis 31. Dezember 1991 waren Ctiboř und Březí Ortsteile von Halže. Mit Beginn des Jahres 1992 erhielt die Gemeinde ihre Selbständigkeit zurück. Die Kirche wurde im Jahre 1993 restauriert.

## Gemeindegliederung
Die Gemeinde Ctiboř besteht aus den Ortsteilen Březí (Pirkau) und Ctiboř, die zugleich auch Katastralbezirke bilden.

## Söhne und Töchter der Gemeinde
- Georg Pschierer (1892–1952), Schriftsteller
- Anton Rawitzer (Pfarrer), Ehrenbürger von Stiebenreith